# Anaphiloscia sicula
Anaphiloscia sicula là một loài chân đều trong họ Philosciidae. Loài này được Arcangeli miêu tả khoa học năm 1935.